# Kwinti
Die Kwinti sind eine ethnische Gruppe in Suriname. Sie gehören zu den surinamischen Maroons und leben am Coppename-Fluss.

## Geschichte
Die Kwinti sind ein Volk, das von den Maroons abstammt: Sie sind die kleinste und am wenigsten bekannte ethnische Gruppe der Maroons-Völker Südamerikas. Etwa 35.000 Menschen stammen von rebellischen Sklaven ab, die im  18. Jahrhundert in Suriname flohen und sich versteckten.
Drei Gründungsmythen prallen aufeinander: Die mündliche Überlieferung der Region erlaubt es nicht, von eindeutigen Quellen zu profitieren. Die erste mündliche Überlieferung besagt, dass Sklaven während des Großen Sklavenaufstands von 1763 aus Berbice geflohen seien. Eine zweite Theorie besagt, dass der große Häuptling Kofi eine Flucht aus der Para-Region organisiert habe. Schließlich könnte Kofi der große Bruder oder ein Sklavenfreund von Boni sein, einem legendären Maroon-Anführer von Suriname.
Die ethnische Gruppe lebte versteckt in den Mangroven von Suriname und konnte sich lange Zeit dem Einfluss des Westens entziehen. Die Kwinti bewohnen drei Hauptdörfer an den Ufern zweier Flüsse; diese Dörfer kommunizieren nicht miteinander.

## Sprache
Die gleichnamige Sprache wird von weniger als tausend Menschen gesprochen.

## Wissenschaftliche Untersuchungen
In den frühen 1970er Jahren untersuchte der Anthropologe Dirk van der Elst die beiden Kwinti-Dörfer Bitagron und Kaaimanston.